# Museu Nacional de Cinema de la Xina
El Museu Nacional de Cinema de Xina  (xinès simplificat: 中国电影博物馆, pinyin: Zhōngguó diànyǐng bówùguǎn) és un museu de Beijing, que destaca per ser el museu dedicat al cinema professional més gran del món. Inaugurat a Chaoyang el 2005, està dissenyat per mostrar la història del cinema de la Xina. També s'utilitza per acollir exposicions de tecnologia cinematogràfica.

## Ubicació
El Museu Nacional de Cinema de la Xina es troba al nord-est de Beijing, la capital de la Xina. El CNFM ocupa una superfície de 65 acres, amb un espai arquitectònic de 38.000 metres quadrats.

## Àrea d'exposició
El museu té 20 sales d'exposicions permanents. A més, hi ha sales multifuncionals per a exposicions i reunions, així com diversos espais temporals. El museu també disposa d'una zona d'exposicions a la quarta planta, així com una sala IMAX, una sala de projecció digital i tres sales de projecció de 35 mm.